# 労働に関する法令の一覧 (日本)
労働に関する法令の一覧（ろうどうにかんするほうれいのいちらん）は、日本の労働法規の一覧である。○○令なども含む。

## 現行憲法・現行条約
- 日本国憲法（憲法）

## 現行法律

### あ行
- 育児休業、介護休業等育児又は家族介護を行う労働者の福祉に関する法律

### か行
- 外国人の技能実習の適正な実施及び技能実習生の保護に関する法律
- 介護労働者の雇用管理の改善等に関する法律
- 会社分割に伴う労働契約の承継等に関する法律
- 家内労働法
- 看護師等の人材確保の促進に関する法律

- 行政執行法人の労働関係に関する法律
- 金融機関等の組織再編成の促進に関する特別措置法
- 勤労者財産形成促進法

- 建設労働者の雇用の改善等に関する法律

- 公益通報者保護法
- 高年齢者等の雇用の安定等に関する法律
- 港湾労働法
- こどもの国協会の解散及び事業の承継に関する法律
- 個別労働関係紛争の解決の促進に関する法律
- 雇用の分野における男女の均等な機会及び待遇の確保等に関する法律
- 雇用保険法

### さ行
- 最低賃金法
- 作業環境測定法

- 児童虐待の防止等に関する法律
- 児童手当法
- 児童扶養手当法
- 社会保険労務士法
- 障害者の雇用の促進等に関する法律
- 職業安定法
- 職業能力開発促進法
- じん肺法

- 青少年の雇用の促進等に関する法律
- 船員法
- 専門的知識等を有する有期雇用労働者等に関する特別措置法

### た行
- 炭鉱災害による一酸化炭素中毒症に関する特別措置法
- 短時間労働者及び有期雇用労働者の雇用管理の改善等に関する法律

- 地域雇用開発促進法
- 地方公営企業等の労働関係に関する法律
- 中小企業退職金共済法
- 中小企業における労働力の確保及び良好な雇用の機会の創出のための雇用管理の改善の促進に関する法律
- 駐留軍関係離職者等臨時措置法
- 賃金の支払の確保等に関する法律

- 電気事業及び石炭鉱業における争議行為の方法の規制に関する法律

### は行
- 母子及び父子並びに寡婦福祉法
- 母子家庭の母の就業の支援に関する特別措置法
- 母子保健法
- 母体保護法

### ま行
- 民法:労働各法の一般法にあたる。

### ら行
- 林業労働力の確保の促進に関する法律

- 労働安全衛生法
- 労働関係調整法
- 労働基準法
- 労働金庫法
- 労働組合法
- 労働契約法
- 労働災害防止団体法
- 労働施策の総合的な推進並びに労働者の雇用の安定及び職業生活の充実等に関する法律（旧・雇用対策法）
- 労働者災害補償保険法
- 労働時間等の設定の改善に関する特別措置法
- 労働者派遣事業の適正な運営の確保及び派遣労働者の保護等に関する法律
- 労働保険審査官及び労働保険審査会法
- 労働保険の保険料の徴収等に関する法律

## 現行政令
○○法施行令などは、記事があるもののみ掲載した。

### あ行
- 奄美群島の復帰に伴う労働省関係法令の適用の暫定措置等に関する政令

- 育児休業、介護休業等育児又は家族介護を行う労働者の福祉に関する法律施行令

### か行
- 介護労働者の雇用管理の改善等に関する法律施行令
- 会社分割に伴う労働契約の承継等に関する法律施行令
- 家内労働法施行令

- 行政執行法人の労働関係に関する法律施行令
- 金融機関等の組織再編成の促進に関する特別措置法施行令
- 勤労者財産形成促進法施行令

- 建設労働者の雇用の改善等に関する法律施行令

- 高年齢者等の雇用の安定等に関する法律施行令
- 港湾労働法施行令
- こどもの国協会の解散及び事業の承継に関する法律施行令
- 個別労働関係紛争の解決の促進に関する法律施行令
- 雇用対策法施行令
- 雇用の分野における男女の均等な機会及び待遇の確保等に関する法律施行令
- 雇用保険法施行令

### さ行
- 最低賃金法施行令
- 作業環境測定法施行令

- 児童虐待の防止等に関する法律施行令
- 児童手当法施行令
- 児童扶養手当法施行令
- 社会保険労務士法施行令
- 障害者の雇用の促進等に関する法律施行令
- 職業安定法施行令
- 職業能力開発促進法施行令
- じん肺法施行令

- 船員法施行令

### た行
- 炭鉱災害による一酸化炭素中毒症に関する特別措置法施行令
- 短時間労働者の雇用管理の改善等に関する法律施行令

- 地域雇用開発促進法施行令
- 地方公営企業等の労働関係に関する法律施行令
- 中小企業退職金共済法施行令
- 駐留軍関係離職者等臨時措置法施行令
- 賃金の支払の確保等に関する法律施行令

- 電気事業及び石炭鉱業における争議行為の方法の規制に関する法律施行令

### は行
- 母子及び父子並びに寡婦福祉法施行令
- 母子家庭の母の就業の支援に関する特別措置法施行令
- 母子保健法施行令
- 母体保護法施行令

### ら行
- 労働安全衛生法施行令
- 労働関係調整法施行令
- 労働基準監督機関令
- 労働基準法施行令
- 労働基準法第三十七条第一項の時間外及び休日の割増賃金に係る率の最低限度を定める政令
- 労働基準法の一部を改正する法律の施行に伴う年次有給休暇に関する経過措置に関する政令
- 労働金庫法施行令
- 労働組合法施行令
- 労働災害防止団体法施行令
- 労働者災害補償保険法施行令
- 労働時間等の設定の改善に関する特別措置法施行令
- 労働者派遣事業の適正な運営の確保及び派遣労働者の保護等に関する法律施行令
- 労働保険の保険料の徴収等に関する法律施行令
- 労働保険審査官及び労働保険審査会法施行令

## 現行省令

### あ行
- 育児休業、介護休業等育児又は家族介護を行う労働者の福祉に関する法律施行規則
- 石綿障害予防規則

### か行
- 機械等検定規則

- クレーン等安全規則

- 建設業附属寄宿舎規程

- 高気圧作業安全衛生規則
- ゴンドラ安全規則

### さ行
- 作業環境測定法施行規則
- 作業環境測定法第二十条第二項に規定する指定試験機関の指定に関する省令
- 作業環境測定法第三十二条の二第二項に規定する指定登録機関の指定に関する省令
- 産業安全専門官及び労働衛生専門官規程
- 酸素欠乏症等防止規則

- 四アルキル鉛中毒予防規則
- 事業附属寄宿舎規程
- 事務所衛生基準規則
- 職業能力開発促進法施行規則
- 女性労働基準規則
- じん肺法施行規則

- 船員に関する育児休業、介護休業等育児又は家族介護を行う労働者の福祉に関する法律施行規則

### た行
- 炭鉱災害による一酸化炭素中毒症に関する特別措置法施行規則

- 電離放射線障害防止規則

- 登録製造時等検査機関等に関する規則
- 特定化学物質障害予防規則

### な行
- 鉛中毒予防規則

- 年少者労働基準規則

### は行
- 粉じん障害防止規則

- ボイラー及び圧力容器安全規則

### や行
- 有機溶剤中毒予防規則

### ら行
- 労働安全衛生規則
- 労働安全衛生法に基づく製造時等検査及び型式検定の手数料の加算額の計算に関する省令
- 労働安全衛生法第七十五条の二第一項に規定する指定試験機関の指定に関する省令
- 労働安全衛生法第八十三条の二に規定する指定コンサルタント試験機関の指定に関する省令
- 労働安全衛生法第八十五条の二第一項に規定する指定登録機関の指定に関する省令
- 労働安全コンサルタント及び労働衛生コンサルタント規則
- 労働基準法施行規則
- 労働基準法の一部を改正する法律附則第六条第三項の職業及び日を定める省令
- 労働災害防止団体法施行規則
- 労働者派遣事業の適正な運営の確保及び派遣労働者の保護等に関する法律施行規則
- 労働保険審査官及び労働保険審査会法施行規則

## 現行告示

### あ行
- 足場の組立て等作業主任者技能講習規程
- 安全衛生特別教育規程
- 石綿使用建築物等解体等業務特別教育規程
- 移動式クレーンの定期自主点検指針
- 衛生管理者規程
- エツクス線作業主任者免許試験規程

### か行
- 化学設備等定期等自主検査指針
- 化学物質関係作業主任者技能講習規程
- 化学物質等の危険有害性等の表示に関する指針
- 核燃料物質等取扱業務特別教育規程
- ガス溶接技能講習規程
- ガス溶接作業主任者免許規程
- 型枠支保工の組立て等作業主任者技能講習規程
- 乾燥設備作業主任者技能講習規程
- ガンマ線透過写真撮影作業主任者免許試験規程
- 局所排気装置の定期自主検査指針
- クレーン運転士等労働災害再発防止講習規程
- クレーン・デリック運転士免許試験及び移動式クレーン運転士免許試験規程
- クレーン等運転関係技能講習規程
- クレーン取扱い業務等特別教育規程
- 建築物等の鉄骨の組立て等作業主任者技能講習規程
- 高圧室内作業主任者免許試験及び潜水士免許試験規程
- 高気圧業務特別教育規程
- 鋼橋架設等作業主任者技能講習規程
- 高所作業車運転技能講習規程
- 高所作業車の定期自主検査
- 小型ボイラー取扱業務特別教育規程
- コンクリート橋架設等作業主任者技能講習規程
- コンクリート造の工作物の解体等作業主任者技能講習規程
- コンクリート破砕器作業主任者技能講習規程
- ゴンドラ取扱い業務特別教育規程
- ゴンドラの定期自主検査指針

### さ行
- 作業環境測定士規程
- 作業環境測定基準
- 作業環境評価基準
- 酸素欠乏危険作業主任者技能講習及び酸素欠乏・硫化水素危険作業主任者技能講習規程
- 酸素欠乏危険作業特別教育規程
- 採石のための掘削作業主任者技能講習規程
- 四アルキル鉛等業務特別教育規程
- 車両系建設機械（解体用）運転技能講習規程
- 車両系建設機械（基礎工事用）運転技能講習規程
- 車両系建設機械（整地・運搬・積込み用及び掘削用）運転技能講習規程
- 車両系建設機械運転業務従事者労働災害再発防止講習規程
- 車両系建設機械の定期自主検査指針
- 除じん装置の定期自主検査指針
- シヨベルローダー等運転技能講習規程
- ショベルローダー等の定期自主検査指針
- ずい道等の掘削等作業主任者技能講習規程
- ずい道等の覆工作業主任者技能講習規程
- 船内荷役作業主任者技能講習規程

### た行
- 玉掛け技能講習規程
- 玉掛業務従事者労働災害再発防止講習規程
- 地山の掘削作業主任者技能講習規程
- 土止め支保工作業主任者技能講習規程
- 天井クレーンの定期自主検査指針
- 透過写真撮影業務特別教育規程
- 動力プレスの定期自主検査指針

### は行
- はい作業主任者技能講習規程
- 派遣元事業主が講ずべき措置に関する指針
- 発破技士免許試験規程
- フオークリフト運転技能講習規程
- フォークリフトの定期自主検査指針
- フォークリフトの定期自主検査指針（労働安全衛生規則第151条22の定期自主検査に係るもの）
- 不整地運搬車運転技能講習規程
- 不整地運搬車の定期自主検査指針
- プレス機械作業主任者技能講習規程
- 粉じん作業特別教育規程
- ボイラー技士、ボイラー溶接士及びボイラー整備士免許規程
- ボイラー取扱技能講習、化学設備関係第一種圧力容器取扱作業主任者技能講習及び普通第一種圧力容器取扱作業主任者技能講習規程
- ボイラーの定期自主検査指針

### ま行
- 木材加工用機械作業主任者技能講習規程
- 木造建築物の組立て等作業主任者技能講習規程

### や行
- 揚貨装置運転士免許規程
- 揚貨装置運転実技教習、クレーン運転実技教習及び移動式クレーン運転実技教習規程

### ら行
- 林業架線作業主任者免許規程
- 労働災害防止業務従事者労働災害再発防止講習規程

## 勅令
- 労働関係調整法施行令